# Aar (Nederland)
De Aar is een Zuid-Hollands, deels gekanaliseerd, riviertje dat ontspringt in de Jacobswoudepolder, door Ter Aar, Langeraar en Alphen aan den Rijn stroomt en daar in de Oude Rijn uitmondt. Tegenover de monding van de Aar in de Rijn bouwde de Romeinse keizer Caligula in het jaar circa 42 het fort Albaniana, om de toenmalige verkeersaders te kunnen controleren.
Het riviertje stroomt door de Langeraarseplassen en de Zegerplas en kruist enkele winkelstraten in Alphen. In de herontwikkelingsplannen van het Gemeentebestuur voor het stadshart Lage Zijde heeft de Aar een prominentere plaats gekregen en is deze verbreed.
Ongeveer twee kilometer ten oosten van de Aar ligt het Aarkanaal, dat een verbinding vormt tussen de Amstel, de Drecht en de Oude Rijn.